# Pilea cavaleriei
Pilea cavaleriei là loài thực vật có hoa trong họ Tầm ma. Loài này được H. Lév. miêu tả khoa học đầu tiên năm 1912.